# قانون تابعیت آنگولا
قانون تابعیت آنگولا (انگلیسی: Angolan nationality law) تحت قانون اساسی آنگولا تدوین گردیده است، با در نظر گرفتن این نکته که اصلاحاتی بر قانون تابعیت انجام پذیرفته‌است و موافقت نامه‌های بین‌المللی مختلفی که این کشور پذیرفته‌است. این قوانین مشخص می‌کند چه کسی تابعیت آنگولا را دارد یا واجد شرایط آن می‌باشد. طبق قانون قصد دریافت تابعیت، عضور رسمی یک کشور گردیدن با رابطه حقوقی و تعهدات بین کشور و ملت که تحت عنوان حقوق شهروندی شناخته می‌شود، تفاوت دارد. به‌طور معمول تابعیت آنگولا از طریق اصل خون، به بیان دیگر تولد در کشور یا تولدی که والدین آنها دارای تابعیت آنگولا باشند، بدست می‌آید. این تابعیت می‌تواند به فردی که به کشور وابستگی دارد یا از طریق اقامت دائم در آنگولا طی یک دورهٔ زمانی مشخص، به واسطهٔ آن اعطاء گردد.